# 乌克托
乌克托（法語：Houquetot，法語發音：[ukto]）是法国滨海塞纳省的一个市镇，属于勒阿弗尔区。

## 地理
乌克托（49°36'17"N, 0°23'20"E）面积4.09 平方千米，位于法国诺曼底大区滨海塞纳省，该省份为法国北部沿海省份，其西部及北部濒大西洋英吉利海峡，东起顺时针与索姆省、瓦兹省、厄尔省和卡爾瓦多斯省接壤。
与乌克托接壤的市镇（或旧市镇、城区）包括：伯兹维尔-拉格勒尼耶、布雷欧泰、维尔维尔。

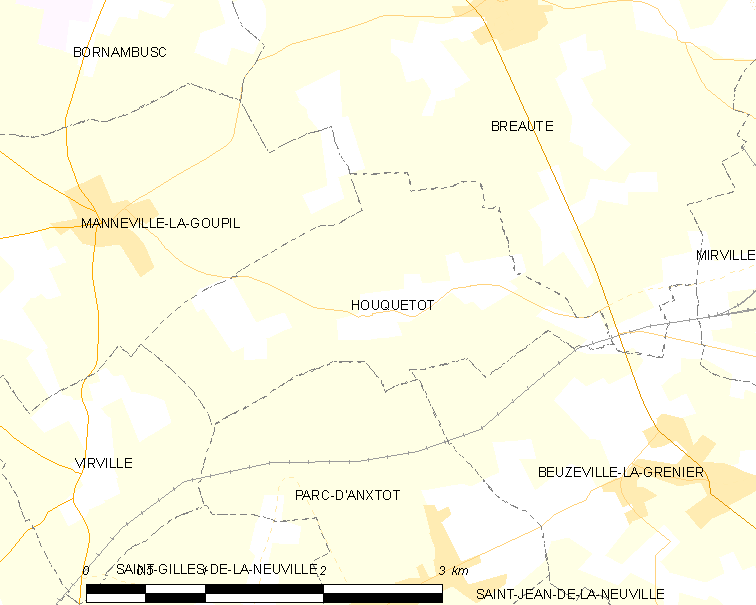
乌克托的OSM定位图

乌克托的时区为UTC+01:00、UTC+02:00（夏令时）。

## 行政
乌克托的邮政编码为76110，INSEE市镇编码为76368。

## 政治
乌克托所属的省级选区为圣罗曼-德科尔博斯克县。

## 人口

1962-2008年间乌克托人口变化图示

乌克托于2022年1月1日时的人口数量为341人。